# Bernard Guyot
Bernard Guyot (Savigny-sur-Orge, Essonne, 19 de noviembre de 1945-28 de febrero de 2021) fue un ciclista francés que fue profesional entre 1967 y 1974. 

## Carrera deportiva
El 1964 tomó parte en la carrera en ruta de los Juegos Olímpicos. Como ciclista amateur consiguió numerosas victorias, entre las cuales destaca la Carrera de la Paz del 1966. El 1967 pasó al profesionalismo, siendo este su mejor año, con victorias, entre otros, en una etapa de la París-Niza y a la Volta a Cataluña. Estos éxitos le valieron para ser reconocido con el premio Prestige Pernod el 1967 y el Promotion Pernod el 1967 y 1968.
Su hermano Claude también fue ciclista profesional.

## Palmarés
- 1964
  - 1º en el Tour de Namur y vencedor de una etapa
  - Vencedor de una etapa a la Vuelta en el Marruecos
- 1965
  - 1º en el Tour de l'Yonne
  - 1º en la Pariera-Mantas
  - Vencedor de 2 etapas al Tour del Porvenir
- 1966
  - 1º en la París-Chartres
  - 1º en la París-Bruselas amateur
  - 1º en la Carrera de la Paz y vencedor de una etapa
  - Vencedor de una etapa al Tour del Porvenir
- 1967
  - 1.º en el Tour del Herault
  - 1.º en el Tour de Morbihan y vencedor de una etapa
  - Vencedor de una etapa en la París-Niza
  - Vencedor de una etapa en la Volta a Cataluña
  - Vencedor de una etapa en el Gran Premio de la Bicicleta Eibarresa
  - Vencedor de una etapa en los Cuatro Días de Dunkerque
- 1968
  - 1.º en la Ronda de Auvernia
- 1969
  - 1.º en los Boucles de Seine Saint-Denis

### Resultados al Tour de Francia
- 1968. 27.º de la clasificación general
- 1969. 50.º de la clasificación general
- 1970. Fuera de control (7.ª etapa)
- 1971. 28.º de la clasificación general
- 1972. 81.º de la clasificación general